# Луцій Папірій Претекстат
Лу́цій Папі́рій Претекста́т (у деяких джерелах його називають Луцій Папірій Курсор, але в переліку цензорів він йде як Претекстат, який може був його не когноменом, а агноменом, лат. Lucius Papirius Praetextatus, Lucius Papirius Cursor; IV століття до н. е.) — політик часів Римської республіки, цензор 272 року до н. е.

## Біографічні відомості
Походив з патриціанського роду Папіріїв, його гілки Курсорів або Претекстатів. Син Луція Папірія Курсора, п'ятиразового консула 326, 320, 319, 315 і 313 років до н. е. Брат Луція Папірія Курсора, консула 293 і 272 років до н. е.
272 року до н. е. його було обрано цензором разом з Манієм Курієм Дентатом. Вони почали будувати другий після Аква Аппія акведук у Римі — Аніо-Ветус, який було профінансовано за рахунок здобичі, отриманої від війни з Пірром. Сприяло цьому, що 272 року консулом був його брат Луцій разом з Спурієм Карвілієм Максимом.
Про подальшу долю Луція Папірія Претекстата згадок немає.